# Tina McKenzie
Tina McKenzie (nascida em 8 de junho de 1974) é uma atleta paralímpica australiana que compete na modalidade basquetebol em cadeira de rodas. McKenzie conquistou a medalha de prata na Paralimpíada de Atenas, em 2004, e de Londres, em 2012, além de bronze em Pequim, em 2008, com a equipe nacional feminina da mesma modalidade.

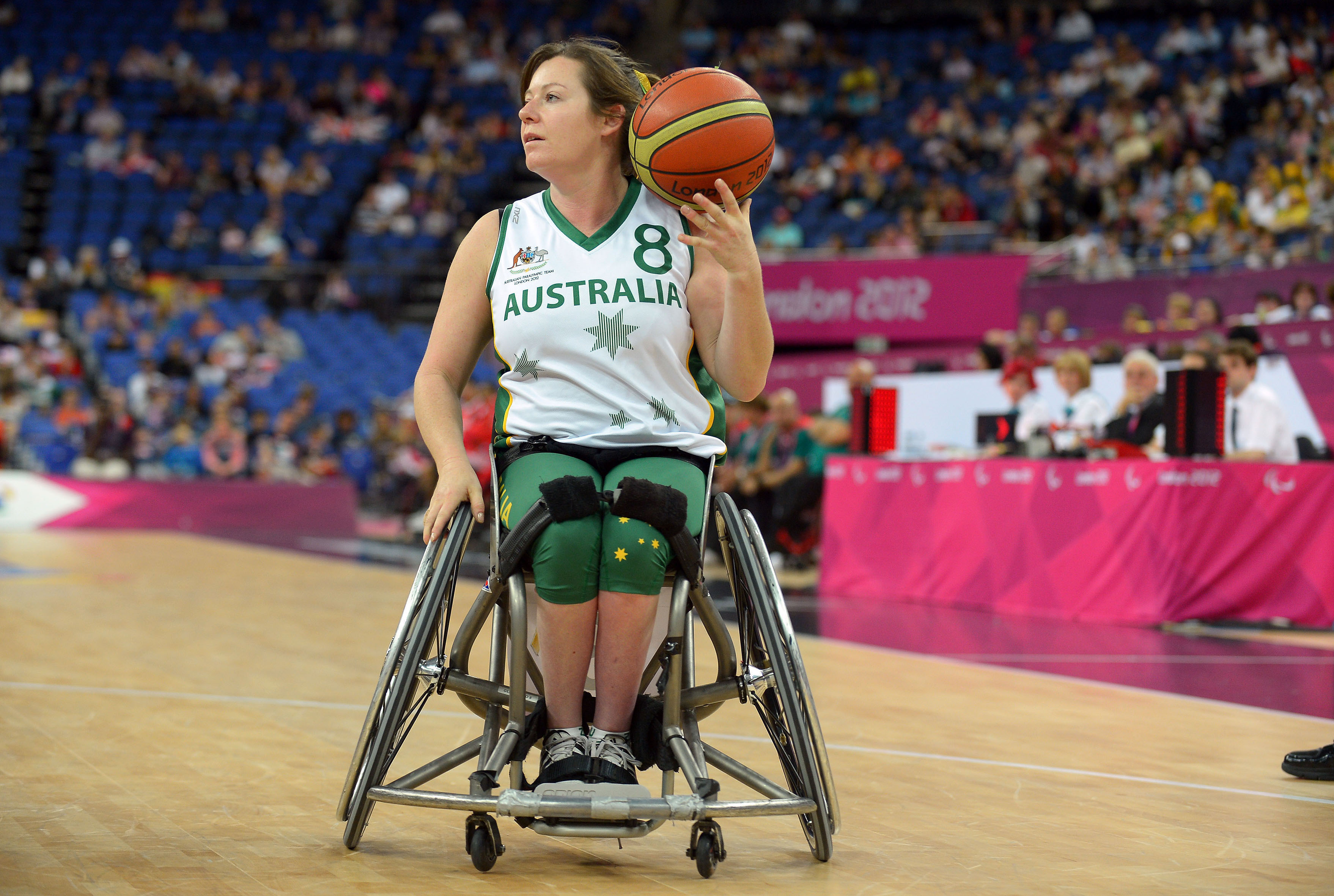
Tina durante os Jogos Paralímpicos de Londres 2012.